# Иван-Озеро (Забайкальский край)
Ива́н-О́зеро — село в Читинском районе Забайкальского края России. Входит в сельское поселение «Арахлейское».

## География
Расположено на северо-западе Читинского района, в 22 км к северо-востоку от центра сельского поселения, села Арахлей, и в 65 км от города Читы, на северном и северо-западном берегах озера Иван.

## Население
| 2010 | 2021 |
| ---- | ---- |
| 100  | ↘95  |